# 동대전로
동대전로(東大田路)는 대전광역시 동구 가양동 동부네거리에서 대동을 경유하여 원동에 이르는 도로이다. 우송대학교의 인근을 지난다. 자양로라 칭하였다가 동대전로로 바꾸었다.

## 경유지
(한밭대로로 계속) - 동부네거리 - 가양네거리 - 우송대학교 - 대동역오거리 - 대동교 - 원동네거리 - (대흥로로 계속)